# Raymond Goussot
Raymond Goussot, né le 31 mars 1922 à Clamart et mort le 16 juillet 2015 à Ballainvilliers, est un coureur cycliste français, spécialiste des épreuves sur piste.

## Palmarès sur route

### Par année
- 1941
  - 3e du Critérium de France des sociétés (zone occupée)
- 1943
  - 3e du Circuit des Aiglons
- 1944
  - 4e de Paris-Roubaix
- 1946
  - Grand Prix du Débarquement Nord
- 1948
  - Paris-Valenciennes
  - Grand Prix du Courrier picard

### Résultats sur le Tour de France
1 participation
- 1948 : abandon (13e étape)

## Palmarès sur piste
| - 1943 - Champion d'Île-de-France de poursuite par équipes - 1944 - Prix Hourlier-Comès (avec Francis Grauss) - 1946 - 2e du Prix Dupré-Lapize (avec Robert Chapatte) - 3e du Prix Raynaud-Dayen (avec Georges Souliac) - 1947 - 3e du Prix Hourlier-Comès (avec Georges Souliac) - 1948 - Prix Dupré-Lapize (avec Émile Carrara) - Prix Raynaud-Dayen (avec Émile Carrara) - Prix Goullet-Fogler (avec Émile Carrara) - Prix du Salon (avec Émile Carrara) - 3e du Prix de l'Ouverture (avec Antonin Rolland) | - 1949 - Prix Dupré-Lapize (avec Émile Carrara) - Prix Wambst-Lacquehay (avec Émile Carrara) - Six Jours de Saint-Étienne (avec Émile Carrara) - 2e du Prix de l'Ouverture (avec Émile Carrara) - 2e du Prix Hourlier-Comès (avec Émile Carrara) - 3e du Prix du Salon (avec Émile Carrara) - 1950 - 2e du Prix Dupré-Lapize (avec Émile Carrara) - 1951 - Prix Hourlier-Comès (avec Roger Godeau) - 3e du Prix du Salon (avec Roger Godeau) - 3e des Six Jours de Paris (avec Rik Van Steenbergen) - 1955 - 3e du Prix Dupré-Lapize (avec Henri Andrieux) |